# Laurance Rockefeller
Pour les autres membres de la famille, voir Famille Rockefeller.
Laurance Spelman Rockefeller est un homme d'affaires, milliardaire et philanthrope américain né le 26 mai 1910 et mort le 11 juillet 2004. Membre de la famille Rockefeller, il était le troisième enfant de John Davison Rockefeller Junior et frère de John D. 3e, Nelson, Winthrop et David.

## Biographie
Laurance Rockefeller est le troisième enfant  de John Davison Rockefeller Junior (1874-1960) et de son épouse Abby Aldrich Rockefeller (1874-1948).Il fait des études au Ivy League college et à l'Université de Princeton dont il sort diplômé en 1932, puis étudie le droit à Harvard pendant 2 ans.
En 1954, il a acheté plus de 2 000 hectares de terrain sur l'île Saint-John (îles Vierges américaines) qu'il a cédé aux États-Unis.[réf. nécessaire]
En 1958, il fonde l'American Conservation Association.

### Mariage et enfants
Le 15 août 1934, il épouse Mary Billings French avec qui il a quatre enfants :
- Laura, née en 1936
- Marion, née en 1938
- Lucy, née en 1941
- Laurance Jr (en), né en 1944.

Il reste marié avec Mary jusqu'au décès de celle-ci, en 1997.

### Décès
Laurance Rockefeller meurt dans son sommeil le 11 juillet 2004 d'une fibrose pulmonaire. Il est enterré à côté de sa femme au cimetière de Sleepy Hollow. C'était l'avant-dernier enfant de John Davison Rockefeller Junior à être encore en vie, étant donné que son frère cadet David lui a survécu.